# Les Eyzies-de-Tayac
Les Eyzies-de-Tayac era una comuna francesa que estaba situada en el departamento de Dordoña, de la región de Nueva Aquitania, que en 1972 se fusionó con la comuna de Sireuil, formando la comuna de Les Eyzies-de-Tayac-Sireuil.

## Demografía
| Gráfica de evolución demográfica de Les Eyzies-de-Tayac entre 1800 y 1968 |
|                                                                           |

Los datos demográficos contemplados en este gráfico se han cogido de la página francesa EHESS/Cassini.